# Monêtier-Allemont
Monêtier-Allemont är en kommun i departementet Hautes-Alpes i regionen Provence-Alpes-Côte d'Azur i sydöstra Frankrike. Kommunen ligger  i kantonen Laragne-Montéglin som ligger i arrondissementet Gap. År 2022 hade Monêtier-Allemont 296 invånare.

## Befolkningsutveckling
Antalet invånare i kommunen Monêtier-Allemont
Referens:INSEE